# Aeropuerto Capitán Germán Quiroga Guardia
El Aeropuerto Capitán Germán Quiroga Guardia (IATA: SRJ, OACI: SLSB) es un aeropuerto que sirve a San Borja, una ciudad en el Departamento de Beni de Bolivia. La pista está en el lado este de la ciudad.

## Accidentes e incidentes
- El 12 de septiembre de 1961, un Curtiss C-46A-20-CU (CP-687) de Comercializadora Aérea Mixta Boliviana (CAMBA) se estrelló cerca del Río Maniqui en la zona de Cara Cara, San Borja.[3]

- El 7 de enero de 1975, una fuga de combustible obligó a la tripulación de un Convair 440 de Frigorífico Movima a regresar a San Borja. Debido a la pérdida de altitud, el piloto realizó un aterrizaje de emergencia a 40 km al noreste de San Borja.[4]

- El 6 de junio de 1975, un Curtiss C-46F-1-CU Commando (CP-941) de Trans Aéreos Illimani se estrelló durante el despegue tras perder el control, la aeronave quedó destruida.[5]

- El 18 de enero de 1976, un Douglas C-47 (CP-573) de Frigorífico Maniqui se estrelló cerca del Aeropuerto Capitán Germán Quiroga Guardia, luego de una falla en el motor de estribor. La aeronave se encontraba en un vuelo doméstico no regular de pasajeros. Siete de las diez personas a bordo murieron.[6]

- El 26 de enero de 1977, un Douglas C-54D-5-DC (CP-1208) de Frigorífico Reyes sufrió una falla de motor durante la carrera de despegue, lo que provocó que la aeronave se desviara hacia el lado izquierdo de la pista debido a la asimétria del empuje e impactara contra un DC-3 estacionado en el aeropuerto.[7]

- El 12 de enero de 1979, un Douglas C-54D-10-DC (CP-1352) operado por Transportes Aéreos Kantuta se estrelló a 48 km al noreste de San Borja, la aeronave quedó destruida.[8]

- El 13 de marzo de 1980, un Douglas C-47B-28-DK (CP-1243) de Aerolíneas La Paz se estrelló poco después de despegar del aeropuerto, la aeronave quedó destruida.[9]

- El 29 de marzo de 1984, un Curtiss C-46 Commando (CP-987) de SABENI se vio obligado a realizar un aterrizaje de emergencia en una carretera. El estabilizador se soltó, lo que provocó la pérdida de control.[10]

- El 6 de mayo de 1984, un Curtiss C-46R Commando (CP-974) de Transportes Aéreos San Martín sufrió un incendio incontrolable en el motor número uno, obligando a los pilotos a regresar a San Borja. La aeronave aterrizó de emergencia en la pista 18.[11]

- El 22 de mayo de 1995, un Convair CV-440 (CP-2142) de Servicios Aéreos Santa Ana sufrió una sobrecarga en el motor durante el ascenso inicial. El capitán decidió regresar al aeropuerto. El tren de aterrizaje se desplegó correctamente, pero la aeronave no pudo rodar ni nivelarse al girar hacia la pista en la aproximación final. El avión impactó con el morro abajo y el ala baja. Una de las cuatro personas a bordo falleció.[12]

- El 16 de julio de 2015, un Cessna 210M (CP-2966), con 5 personas a bordo, sufrió una pérdida de potencia en el motor. Inmediatamente, el piloto comenzó a realizar los procedimientos necesarios. Daños materiales y personales menores. Se solicitó un aterrizaje forzoso de emergencia lo antes posible.[13]

- El 13 de agosto de 2016, un Cessna 172 (CP-1855) realizó un aterrizaje de emergencia, presumiblemente debido a una falla del motor, en una zona pantanosa. Solo cuatro ocupantes sufrieron heridas leves, mientras que la aeronave sufrió daños menores.[14]

- El 27 de octubre de 2021, un Cessna 182P Skylane (CP-2520) con un piloto a bordo desapareció entre el Aeropuerto de San Borja y el Aeropuerto de Trinidad. El piloto sobrevivió al accidente y fue rescatado. El avión se estrelló debido a una falla del motor. Al aterrizar, el tren de aterrizaje se rompió.[15]

- El 25 de febrero de 2022, un Cessna 206 (CP-3134) fue hallado cerca de San Borja, con aproximadamente 433 kilogramos de cocaína. Al llegar la Unidad Móvil de la Policía Rural de Bolivia (UMOPAR), el piloto y el copiloto abrieron fuego contra la policía, lo que resultó en la muerte de ambos narcotraficantes en el enfrentamiento.[16]